# Ferrocarril en Liechtenstein

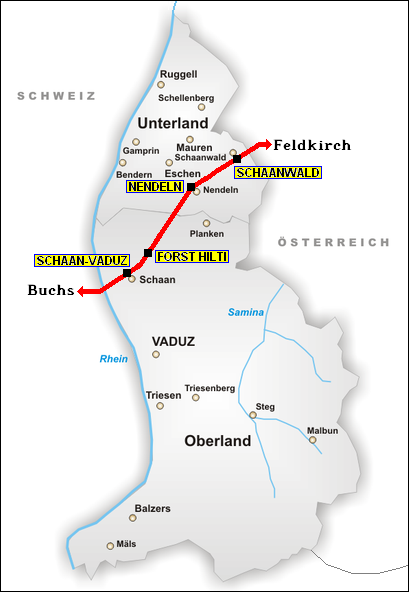
Mapa de Liechtenstein que muestra la línea ferroviaria y sus cuatro estaciones.

La única línea de ferrocarril de Liechtenstein es operada por los Ferrocarriles Federales Austriacos. Como tal, representa una excepción a la práctica más habitual de Liechtenstein de poder cooperar estrechamente con Suiza, como en el caso del uso del franco suizo como moneda y su pertenencia a una zona aduanera común con su vecino occidental. El ferrocarril presta servicios internacionales entre Austria y Suiza, la mayoría de los cuales atraviesan el principado sin escalas, aunque algunos trenes con paradas locales hacen escala en tres de las cuatro estaciones situadas en Liechtenstein.

## Historia
El 14 de enero de 1870, el gobierno del Principado de Liechtenstein otorgó a la Compañía de Ferrocarriles de Vorarlberg, que tenía una línea desde Feldkirch en Austria-Hungría hasta Buchs en Suiza, la concesión del tramo de la línea situado en su territorio.
El 24 de octubre de 1872, la compañía ferroviaria de Vorarlberg inauguró la línea de Feldkirch a Buchs. Prestaba servicio a la parada de Schaanwald y a las estaciones de Nendeln y Schaan. La electrificación de la línea de Feldkirch a Buchs se puso en servicio el 16 de diciembre de 1926.
Desde entonces, esta línea de vía única siempre ha sido explotada por los Ferrocarriles Federales Austriacos (Österreichische Bundesbahnen, ÖBB), que la utilizan principalmente para el tráfico de larga distancia y de mercancías que pasa por el territorio de Liechtenstein pero no se detiene en él.

## Sistema
El sistema ferroviario de Liechtenstein es pequeño y consta de una línea que conecta Austria y Suiza a través de Liechtenstein de 9,5 km. Esta línea une Feldkirch (Austria) y Buchs (Suiza). Está electrificada con el sistema estándar utilizado tanto en Austria como en Suiza (15 kV con cableado aéreo).

## Estaciones de ferrocarril
Liechtenstein sólo cuenta con tres estaciones de ferrocarril actualmente en servicio en la línea Feldkirch-Buchs y una estación en desuso.
Actualmente en funcionamiento:
- Schaan-Vaduz (situado en Schaan, también sirve a Vaduz)
- Forst Hilti (situado en la sede de Hilti, en el barrio norte de Schaan)
- Nendeln (situado en Nendeln, parroquia civil de Eschen)

Estas estaciones cuentan con un número limitado de servicios de parada entre Feldkirch (Austria) y Buchs (Suiza): entre cuatro y cinco trenes en cada sentido a primera hora de la mañana y a última de la tarde, sólo de lunes a viernes.[cita requerida] Aunque el EuroCity y otros trenes internacionales de larga distancia también utilizan la ruta, no hacen escala en las estaciones de Liechtenstein.
En desuso:
- Schaanwald (situado en Schaanwald, parroquia civil de Mauren)

La estación se inauguró en 1902. Estuvo atendida hasta 1988. Con el tiempo, el número de trenes que paraban en la estación disminuyó considerablemente. Desde 2010 hasta 2012 solo paraba aquí un tren al día. Desde 2013 la estación ya no tiene servicio.

## Enlaces de autobús
La mayor parte del transporte público de Liechtenstein se realiza en autobús, incluidos los enlaces desde las estaciones de tren de Buchs y Sargans (Suiza) hasta Vaduz. Liechtenstein Bus es el principal operador.

## Galería

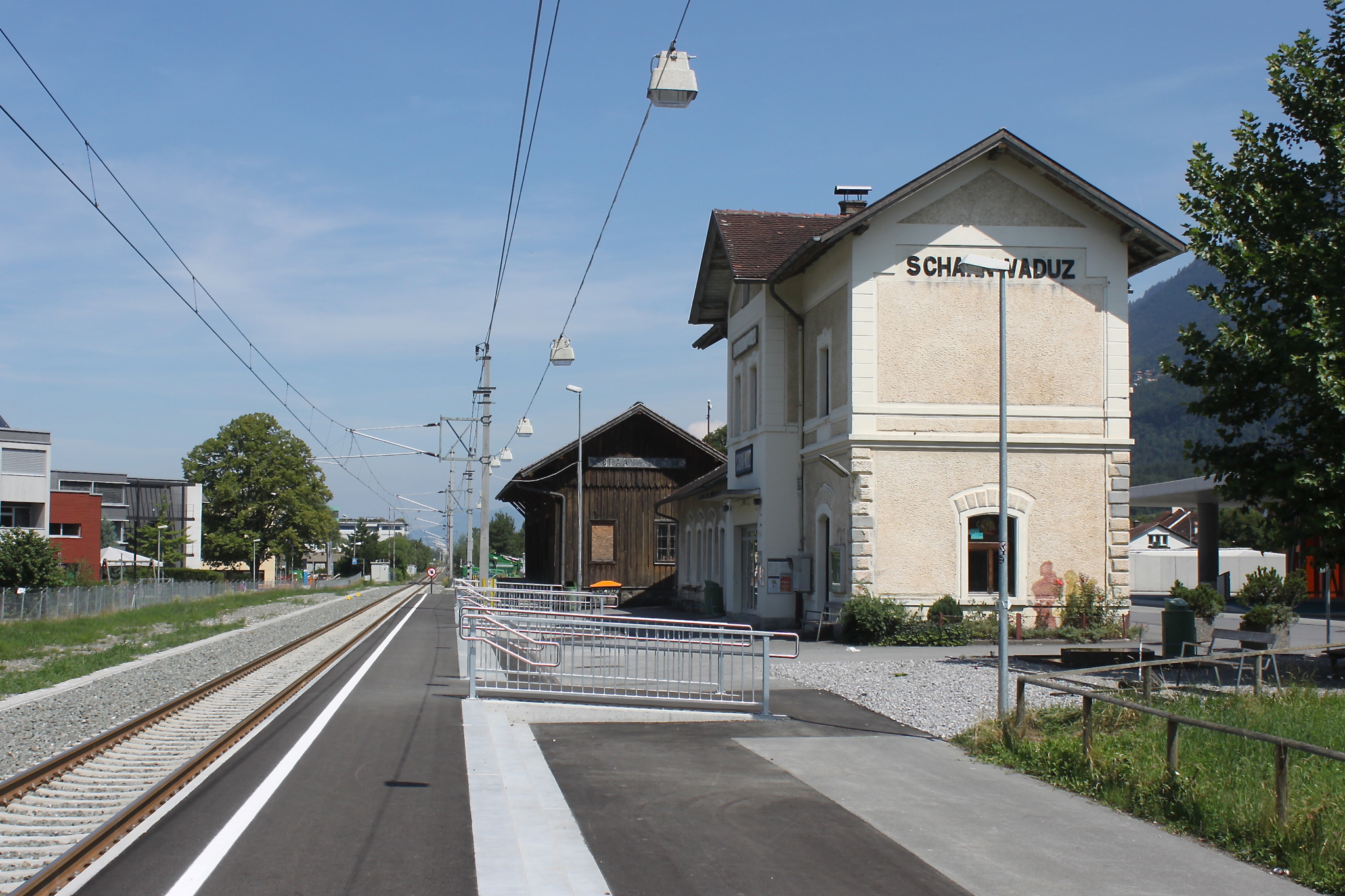
Schaan-Vaduz
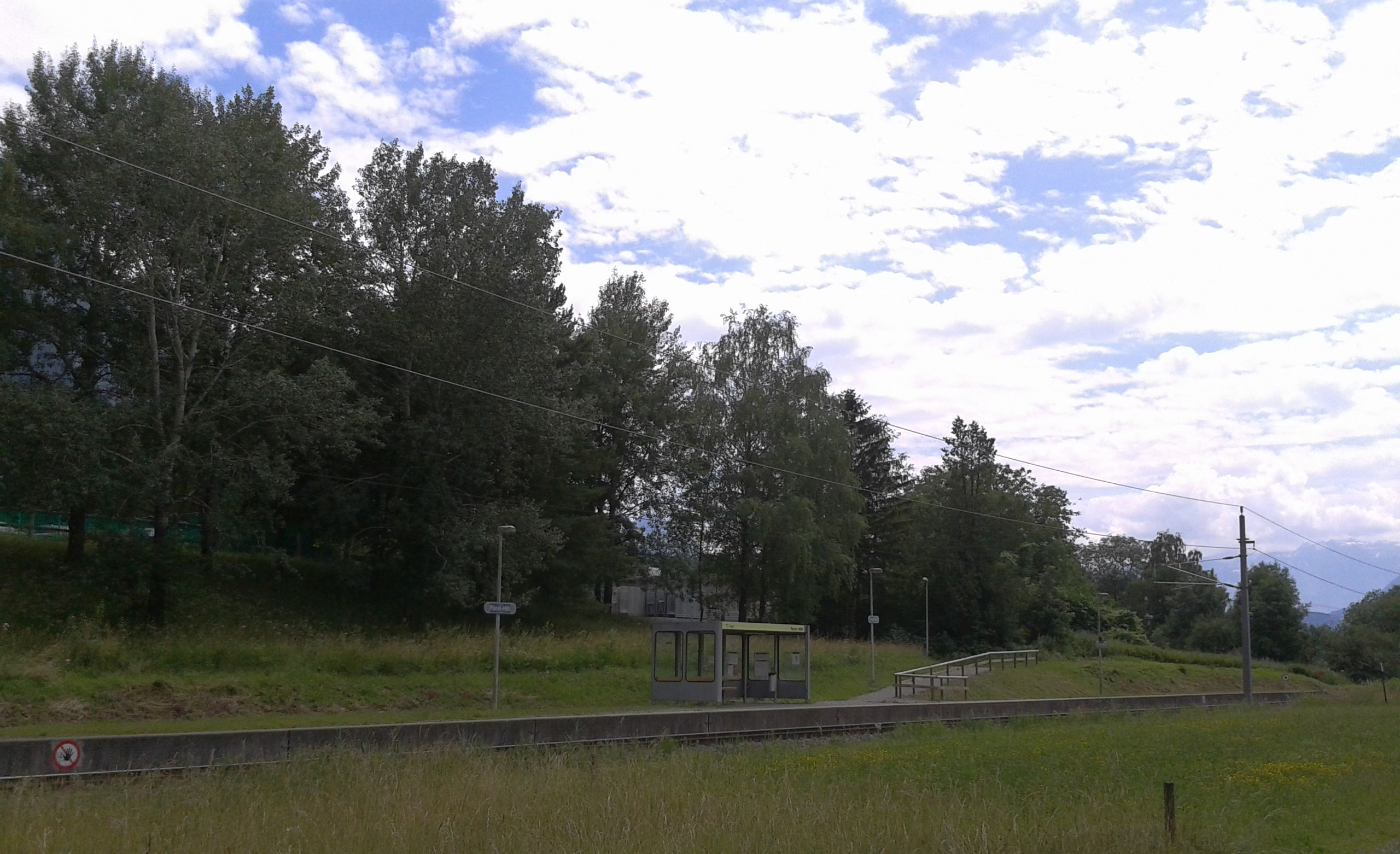
Forst Hilti
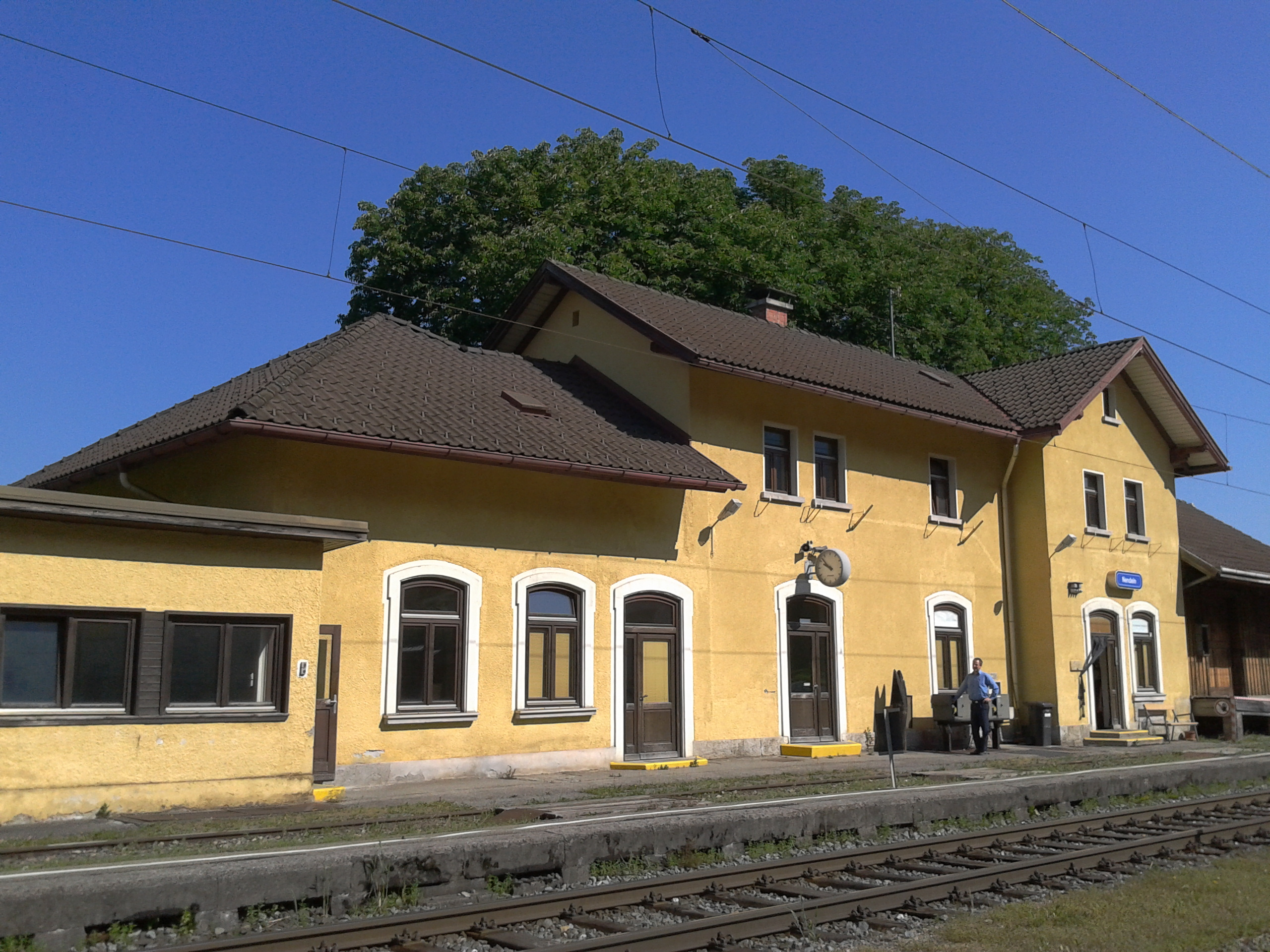
Nendeln
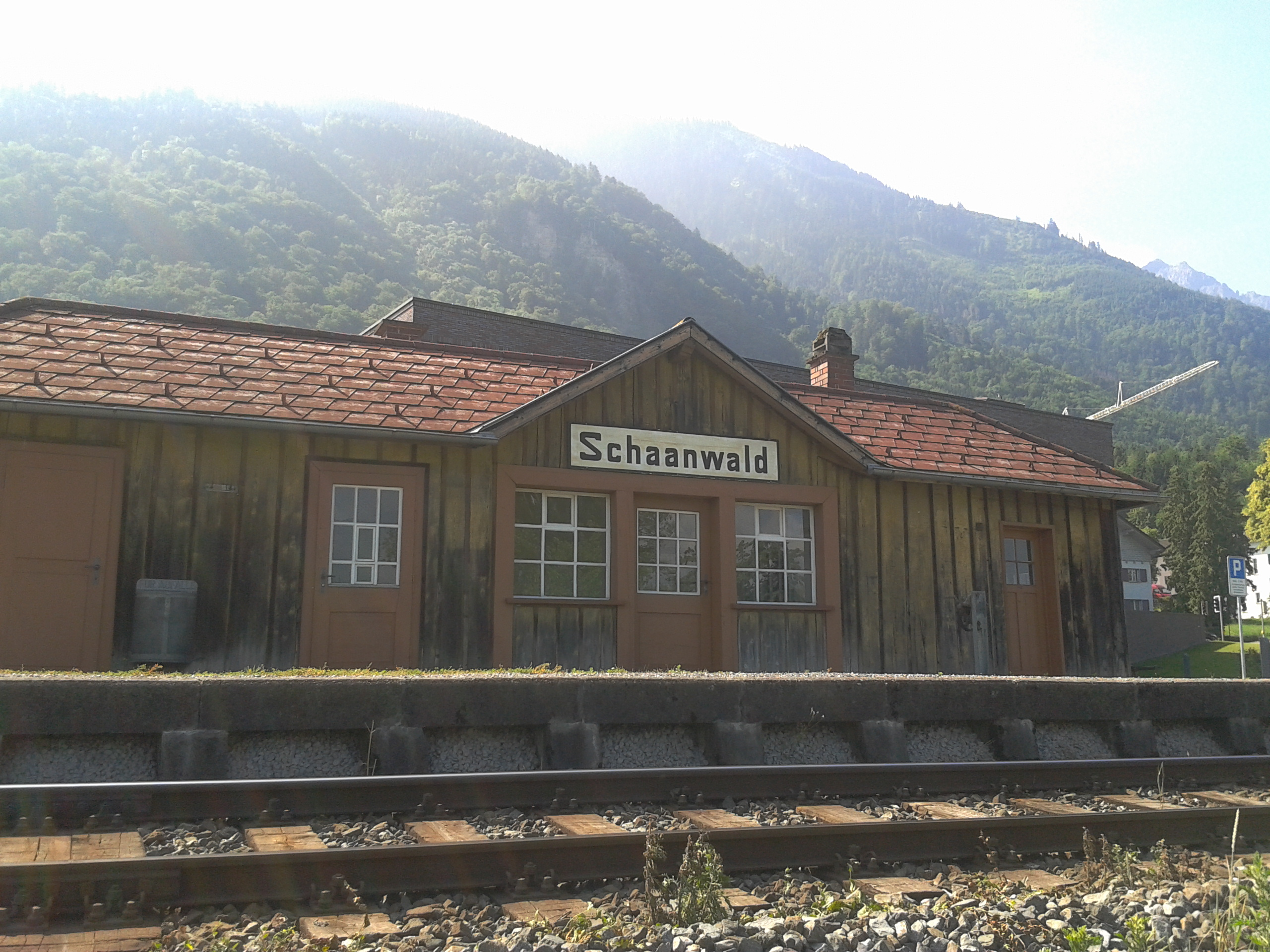
Schaanwald